# Mädchenerziehung im 19. Jahrhundert in Österreich
Mädchenerziehung im 19. Jahrhundert beschreibt die Bildung und deren Entwicklung für junge Frauen in Österreich. Sie umfasst jede Form der Einflussnahme auf heranwachsende Frauen, sowohl in der Familie als auch in der Öffentlichkeit. Grundstein für die Erziehung von Mädchen ist das damalige Verständnis von Kindheit und die Rollenerwartungen an Mädchen.

## Das Bild vom Kind im 19. Jahrhundert
Der Gedanke, dass die Kindheit ein eigener Lebensabschnitt sei, entstand erst im 18. Jahrhundert durch die Einführung der Schulpflicht. Zuvor wurden Kinder als kleine Erwachsene wahrgenommen und galten als unfertige Wesen. Kinder wurden als Besitz der Eltern beziehungsweise des Vaters angesehen, der über ihr Leben, ihre Ausbildung und ihre Arbeitskraft bestimmte. Die Kinder hatten gehorsam zu sein und ihren Willen den Erwachsenen unterzuordnen.
Ein Kind bedeutete für eine Familie neben der Freude aber auch eine gewisse Angst, es wieder zu verlieren. Mütter hatten meist wenig Zeit, sich um Neugeborene zu kümmern, da sie arbeiten mussten. Es herrschte jedoch auch ein anderes Verständnis von Säuglingsernährung, -pflege und -hygiene. Die Kindersterblichkeit ging erst im 19. Jahrhundert durch Aufklärungskampagnen bezüglich der Pflege von Kindern zurück.
Ein Wandel in der Einstellung gegenüber dem Kind war auch im 19. Jahrhundert nur in den Schichten möglich, in denen keine materielle Not herrschte und kein Arbeitszwang für alle Familienmitglieder bestand und die Eltern sich somit ihren Kindern zuwenden konnten. Bürgerliche Frauen wandten sich Kleinkindern mehr zu, indem sie ihre Kinder selbst stillten, wodurch in den Oberschichten durch die Zärtlichkeit und Nähe und intensivere Beschäftigung mit dem körperlichen Wohl auch die Kindersterblichkeit zurückging. Diese intensive Beschäftigung mit dem Kind sowie dessen Wachstum und Erziehung blieb lange Zeit den bürgerlichen Familien vorbehalten. Arbeiter- und Bauernfamilien zeigten nur selten solche Zärtlichkeiten und Zuwendungen.

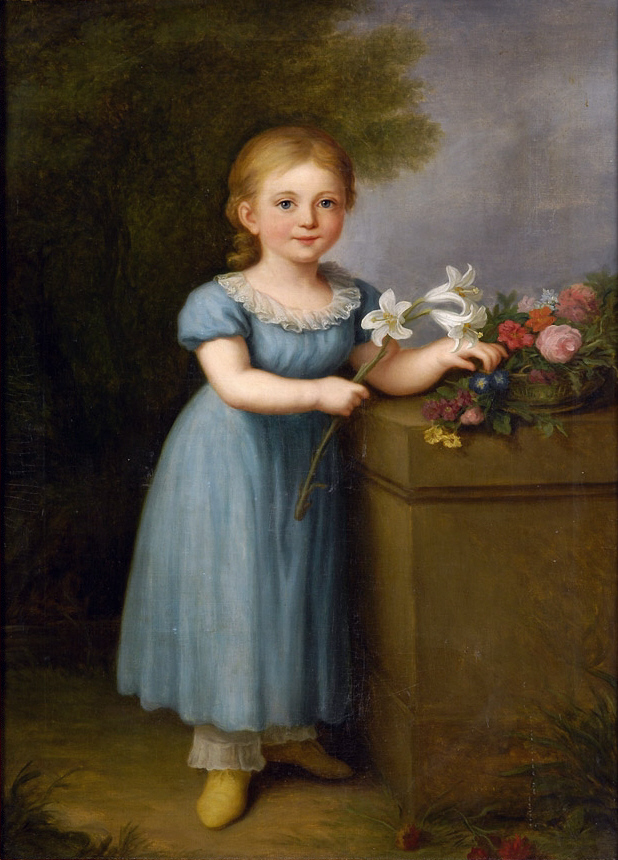
Porträt eines Mädchens im Schlosspark

## Die Rolle des Mädchens im 19. Jahrhundert
Frauen wurde im 19. Jahrhundert der private Bereich zugeschrieben, die Männer agierten öffentlich. Männer und Frauen wurden gegensätzliche Rollenbilder zugeschrieben. Die Frau ist somit nicht autonom, abhängig, fürsorglich, selbstlos und privat. Für Mädchen war somit die Rolle als Hausfrau und Mutter vorgesehen.

### Kinder und Erziehung
Die Kinder entwickelten sich unter der direkten Obhut der Mutter, jedoch beanspruchte der Vater dennoch die Zuständigkeit für die Erziehung. Das wichtigste im 19. Jahrhundert war, dass die Söhne eine standesgemäße Ausbildung erhielten. Sie sollten bestenfalls am Gymnasium die Matura erhalten und anschließend studieren. Dies war jedoch mit enormen Kosten verbunden und war nicht ausreichend Geld vorhanden, stand die Ausbildung der Mädchen hinter der der Jungen. Die Töchter mussten daher oft im Haushalt mithelfen, um Dienstpersonal zu sparen und ihren Brüdern somit die Ausbildung zu ermöglichen. Im Laufe des 19. Jahrhunderts reduzierte sich die Kinderanzahl und somit wurde es allmählich finanziell möglich, auch Mädchen eine Ausbildung zu ermöglichen.
Falls Bildung für Mädchen überhaupt möglich war, war es jedoch nicht mehr als das Einüben ihrer zukünftigen sozialen Rolle.

### Öffentliches Interesse an Frauen
Es bestand keine Gleichheit zwischen Männern und Frauen, da der Mann die Befehlsgewalt hatte. Dieses Recht wurde dem Mann zugesprochen, da er als natürlich überlegen galt aufgrund seiner größeren Körperkraft und seinen größeren Muts. Frauen hatten kein eigenes Vermögen und keine Rechte, da diese ihren Gatten zustanden, und die Männer somit Vormünder der Frauen waren. Der Mann führte somit ein öffentliches Leben, während der Frau das häusliche Leben vorbehalten war. Frauen erhielten daher für ihre Leistungen vor allem in der Öffentlichkeit wenig Anerkennung und wurden dadurch auf diese Art vernachlässigt. Im 19. Jahrhundert wuchs jedoch das Interesse an der Frau durch die Aufklärung. Durch das Gewähren von Bildung für Frauen entwickelte sich jedoch auch die Sorge, dass die Frau ihre Familie vernachlässigt und diese somit instabil werden könnte.

## Schulbildung der Mädchen

### Schulpolitik um 1800 und deren Weiterentwicklung
Bereits seit 1774 bestand in Österreich die allgemeine Schulpflicht, sowohl für Jungen als auch für Mädchen in den Lebensjahren sechs bis zwölf. Jedoch sollten die beiden Geschlechter nicht zusammen unterrichtet werden, sondern im Idealfall sollte es „eigene Schulen für die Mägdlein“ geben (Monoedukation). Das damalige Erziehungswesen lag in der Hand von „Haus und Stand“ sowie der Kirche und war Lebens-, Arbeits- und Rechtsbezirken zugeordnet. Den Kindern wurde damals nichts gelehrt, sondern sie wurden viel mehr „eingelebt“.
Schule war das Bindeglied zwischen Herkunftsfamilie und dem späteren Lebensbereich. Wohingegen sie früher nur als Zusatz zum Bildungsprozess verstanden wurde, entwickelte sie sich zu dessen Fundament. Durch das Erlernen der elementaren Fertigkeiten im Lesen, Schreiben und Rechnen sollte das ganze Volk dazu in der Lage sein Anordnungen aufzunehmen und auch auszuführen – das Volk wurde durch Schule somit „regierbar“. Jedoch sollte die Schulbildung auch nicht zu weit gehen, um die bestehenden gesellschaftlichen Strukturen nicht zu gefährden. Diese Angst vor grundlegenden Veränderungen der existierenden Ordnung wurde zum Ausgangspunkt und Fundament der konservativen Schulpolitik am Ende des 18. Jahrhunderts bis in die erste Hälfte des 19. Jahrhunderts.
Um einen modernen zentralen Verwaltungsstaat zu schaffen, war es notwendig, das Bildungswesen zu verstaatlichen und einen „Schulstaat“ zu schaffen. Jedoch wurde erst im Jahr 1848 schließlich ein Ministerium für öffentlichen Unterricht geschaffen, welches ein Jahr später zum Ministerium für Cultus und Unterricht wurde. Am 14. Mai 1869 wurde unter Minister L. Hasner von Artha durch das Reichsvolksschulgesetz das österreichische Pflichtschulwesen völlig neu aufgebaut. Das Schulwesen wurde der kirchlichen Aufsicht entzogen und vollkommen dem Staat unterstellt. Die Schulpflicht wurde von sechs auf acht Jahre verlängert, der Lehr- und Bildungsstoff ausgeweitet und Volks- und Bürgerschulen wurden errichtet.

#### Frauenvereine

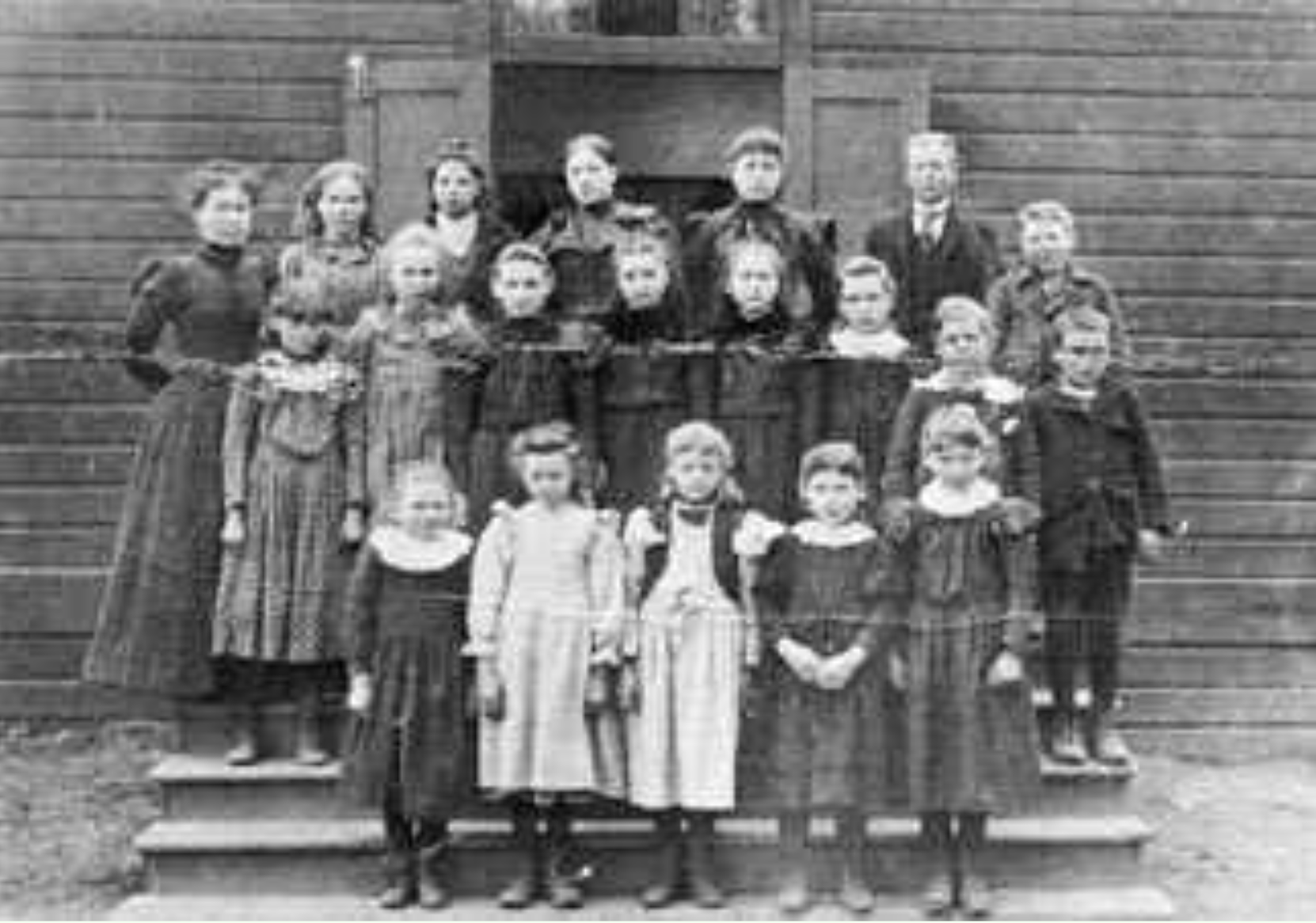
Mädchenklasse 1891

Viele Anliegen an das österreichische Schul- und Bildungswesen bezüglichen der Schulbildung von Mädchen wurden besonders ab dem letzten Drittel des 19. Jahrhunderts von Frauen gefördert. Die zentrale Errungenschaft war die Gründung von Schulen und Bildungseinrichtungen für Mädchen.
Doch der Einsatz der Frauenvereine für eine Gleichberechtigung im Bildungswesen zeigte trotz vieler Petitionen erst im 20. Jahrhundert Erfolge.

### Volksschule
Wenn möglich, erhielten die Kinder Privatunterricht. Konnten sich die Eltern die nötigen finanziellen Mittel dafür nicht aufbringen, wurden die Pflichtschuljahre in öffentlichen Volksschulen absolviert. Es erfolgte jedoch eine Trennung von Mädchen und Jungen. Gab es keine eigene Schule für Mädchen, so wurde zumindest darauf geachtet, dass die Mädchen eigene Bänke hatten, und auch der Unterrichtsplan unterschied sich. Neben den elementaren Fertigkeiten lernten sie in der Schule auch Handarbeiten wie Nähen und Stricken sowie andere Fähigkeiten, die damals für das weibliche Geschlecht als angemessen empfunden wurden.
Turnunterricht war zu Beginn des 19. Jahrhunderts nur für Buben vorgesehen. Grund für das Ausschließen der Mädchen war vor allem die verbreitete Meinung, dass durch die körperliche Bewegung eine psychische und physische Vermännlichung eintrete. Diese Vorurteile konnten ab den 1830er-Jahren nur langsam entkräftet werden, durch das Argument, dass Turnen Schönheit und Gesundheit bringe. Dennoch galt die Devise „Kopf hoch, Beine unten und geschlossen“. Der Unterrichtsgegenstand „Turnen“ für beide Geschlechter wurde erst während der zweiten Hälfte des 19. Jahrhunderts schrittweise eingeführt.
Für Bauern- und Arbeiterkinder war die Volksschulausbildung meist die einzige Ausbildung. Höhere Töchterschulen oder Lyzeen (höhere Schulen für Mädchen) blieben Mädchen aus bürgerlichen Familien vorbehalten.

### Weiterführende Schulen
Im Anschluss an die Pflichtschule hatten Mädchen nur wenige Möglichkeiten zur Weiterbildung an weiterführende Schulen, da ihnen jeglicher Zugang zu Fach- und Mittelschulen in der ersten Hälfte des 19. Jahrhunderts verwehrt blieb. Erst im Jahr 1868 gründete die Wiener Kaufmannschaft die erste Handelsschule für Mädchen. Durch das Reichsvolksschulgesetz im darauffolgenden Jahr hatten Mädchen in größeren Gemeinden auch die Möglichkeit, nach der fünften Klasse eine dreiklassige Bürgerschule zu besuchen. Mädchen und Buben werden an diesen Schulen jedoch unterschiedlich unterrichtet. Mädchen hatten weniger Arithmetik, Geometrie und Zeichnen, dafür sechs Wochenstunden Handarbeiten.
Durch den Wiener Frauen-Erwerb-Verein wurde 1871 eine vierklassige höhere Bildungsschule für Mädchen errichtet, die eine Mittelschule war und vom Lehrplan her in etwa jenem der Realschule entsprach, jedoch auch die „Wesensart und Aufgaben der Frau“ berücksichtigte.
1873 eröffnete das Grazer Mädchenlyzeum, eine sechsklassige Mädchenmittelschule. Jedoch entsprach der Lehrplan dieser und auch aller weiteren gegründeten Lyzeen und höheren Töchterschulen nicht jenem der Mittelschulen für Buben.

### Ausbildungen
Frauen hatten nur die Möglichkeit, typische Frauenberufe wie Erzieherin, Lehrerin oder Kindergärtnerin auszuüben. Eine der wenigen Optionen war die Ausbildung zur Volksschullehrerin. Eine staatliche Lehrerinnenbildungsanstalt wurde jedoch erst im Jahr 1869 errichtet.

### Gymnasium und Matura
Mädchen war es nicht erlaubt, Gymnasien zu besuchen und konnten daher auch nicht die Matura erwerben, da sie laut dem damaligen Unterrichtsminister Paul Gautsch Freiherr von Frankenthurn abgelehnt wurden, da ein Gymnasium „der eigentlichen Natur des weiblichen Geschlechtes zuwiderlaufe“. Mithilfe eines Ministererlasses im Jahr 1872 wurde es Mädchen möglich, ab 1878 als Externistinnen an einem Knabengymnasium die Matura abzulegen. Die Klausel „Reif zum Besuch der Universität“ wurde jedoch am Zeugnis durchgestrichen und berechtigte somit nicht zu einem ordentlichen Hochschulstudium.
Das erste Mädchengymnasium in Wien wurde im Jahr 1892 vom Verein für erweiterte Frauenbildung gegründet, als es bereits 77 Knabengymnasien gab. Die ersten Absolventinnen des Mädchengymnasiums waren 1898 als Externistinnen berechtigt, am Akademischen Gymnasium für Knaben zur Matura anzutreten. Drei Jahre später enthielten Maturazeugnisse österreichischer Staatsbürgerinnen schließlich auch den Vermerk „Reif zum Besuch einer Universität“. Erst im Jahr 1904 wurden Frauen bei der Ablegung der Maturaprüfung am Gymnasium vollkommen gleichgestellt. Die erste Matura am Mädchengymnasium konnte im Jahr 1906 abgelegt werden.

### Studium
In der Vergangenheit war es undenkbar, dass Frauen in Österreich eine Universität besuchen und ein Studium abschließen. Erst ab den 1860er Jahren wurde weiträumig über das Thema Frauenstudium debattiert. Die Forderung einer Zulassung von Frauen an Bildungsinstitutionen blieb dennoch lange erfolglos. 1897 durften Frauen erstmals als ordentliche oder außerordentliche Hörerinnen an Vorlesungen teilnehmen, jedoch vorerst nur an philosophischen Fakultäten. Die Medizinische Fakultät gewährte Frauen ab 1900 eine Aufnahme von medizinischen Studien und Pharmazie. 1919 erhielten Frauen den Zutritt zur juridischen Fakultät, zur tierärztlichen und technischen Hochschule sowie zur Hochschule für Welthandel und Bodenkultur. Ein Jahr später folgte die Zulassung zum Studium der bildenden Künste. 1922 wurde es Frauen möglich, die evangelisch-theologische Fakultät zu besuchen. Erst im Jahr 1945 wurden Frauen schließlich auch an der katholisch-theologischen Fakultät zugelassen, womit alle Studiengänge in Österreich an den Universitäten gesetzlich für beide Geschlechter geöffnet waren.